# Mabade ibne Cazar
Mabade ibne Cazar (Madab ibn Khazar) foi um nobre magraua do século X, membro do clã Banu Cazar.

## Vida
Mabade era filho de Cazar e bisneto do fundador epônimo dos Banu Cazar. Tinha ao menos 3 irmãos chamados Maomé, Abedalá e Fulful. Pouco se sabe sobre ele, exceto que na década de 940 tornar-se-ia um devoto apoiante do chefe carijita nucarita Abu Iázide, que há época estava em revolta contra o Califado Fatímida no Magrebe Central e Ifríquia. Em 951/952, foi feito prisioneiro pelo califa Ismail Almançor (r. 946–953) e foi punido com a morte.